# Shane Butterworth
Shane Butterworth (* 3. Oktober 1969 in Sherman Oaks, Kalifornien, USA) ist ein US-amerikanischer Schauspieler und Kinderstar.
Butterworth stand als Siebenjähriger erstmals vor einer Filmkamera, im Spielfilm The dark Side of Innocence. International bekannt wurde er durch die Fernsehserie Die Bären sind los, in der er die Rolle des schüchternen Timothy Lupus spielte. Bis 1982 folgten einige weitere Auftritte in TV-Produktionen. Dann verschwand Butterworth für viele Jahre in der Versenkung, ehe er 1999 in dem Film Eine Nacht in LA wieder zu sehen war.
Butterworth lebt heute in Kalifornien, wo er ein eigenes Geschäft führt.

## Weblink
- Shane Butterworth bei IMDb

| Personendaten    | Personendaten                                       |
| ---------------- | --------------------------------------------------- |
| NAME             | Butterworth, Shane                                  |
| KURZBESCHREIBUNG | US-amerikanischer Schauspieler und Kinderdarsteller |
| GEBURTSDATUM     | 3. Oktober 1969                                     |
| GEBURTSORT       | Sherman Oaks, Kalifornien, USA                      |